# Pallamano femminile ai XVI Giochi del Mediterraneo - Qualificazioni gruppo B
Tutte le partite relative alle Qualificazioni del Gruppo B per il torneo di Pallamano femminile ai XVI Giochi del Mediterraneo si sono svolte al Palasport Santa Filomena di Chieti.

## Classifica
| Gruppo B   | Gruppo B | Gruppo B | Gruppo B | Gruppo B | Gruppo B | Gruppo B | Gruppo B | Gruppo B |
| Squadra    | G        | V        | N        | P        | F        | S        | D        | PT       |
| ---------- | -------- | -------- | -------- | -------- | -------- | -------- | -------- | -------- |
| Francia    | 3        | 2        | 0        | 1        | 96       | 75       | +21      | 4        |
| Montenegro | 3        | 2        | 0        | 1        | 81       | 82       | -1       | 4        |
| Serbia     | 3        | 2        | 0        | 1        | 82       | 91       | -9       | 4        |
| Slovenia   | 3        | 0        | 0        | 3        | 72       | 83       | -11      | 0        |

## Incontri
| Chieti 28 giugno 2009, ore 16:00 | Serbia | 24 – 40 referto | Francia | Pala Santa Filomena |

| Chieti 28 giugno 2009, ore 20:00 | Slovenia | 25 – 26 referto | Montenegro | Pala Santa Filomena |

| Chieti 29 giugno 2009, ore 16:00 | Montenegro | 25 – 28 referto | Serbia | Pala Santa Filomena |

| Chieti 29 giugno 2009, ore 20:00 | Francia | 27 – 21 referto | Slovenia | Pala Santa Filomena |

| Chieti 30 giugno 2009, ore 16:00 | Serbia | 30 – 26 referto | Slovenia | Pala Santa Filomena |

| Chieti 30 giugno 2009, ore 20:00 | Francia | 29 – 30 referto | Montenegro | Pala Santa Filomena |